# 泄滩乡
泄滩乡，是中华人民共和国湖北省宜昌市秭归县下辖的一个乡镇级行政单位。

## 行政区划
泄滩乡下辖以下地区：
陈家湾村、万家村、徐家山村、棋盘岭村、坊家山村、黄家山村、核桃坪村、九条岭村、白家河村、柴家湾村、牛口村、陈家坡村和桂花坪村。